# نیکو
نیکو (انگلیسی: Nico؛ زاده ۱۶ اکتبر ۱۹۳۸ درگذشته ۱۸ ژوئیهٔ ۱۹۸۸) یک موسیقی‌دان اهل آلمان بود. وی بین سال‌های ۱۹۵۴ تا ۱۹۸۸ میلادی فعالیت می‌کرد.
از فیلم‌ها یا برنامه‌های تلویزیونی که وی در آن نقش داشته است می‌توان به لا دولچه ویتا اشاره کرد.